# 홍성여
홍성여(한국 한자: 洪性如, 1925년 12월 16일 ~ 2004년 8월 7일)는 대한민국의 독립운동가이다.
본관은 남양(南陽), 호(號)는 용택(龍澤)·산남(山南)이다.
그의 둘째 사위는 시사평론가 겸 대학 교수 고성국(高成國, 1955년 3월 21일(70세) 경상북도 대구 출생.)이다.

## 생애

### 일생
평안남도 안주(安州) 출생인 그는 평안남도 안주고등보통학교 재학 중이던 1942년 동교의 항일 비밀 결사인 송학사(松鶴社)에 참가하여 활약을 하였는데 동결사는 일본의 패망을 예견하고 만일 연합군 및 독립군이 국내에 진격해 올 때, 이에 호응하여 봉기할 것을 계획한 독립 투쟁 단체였다고 한다. 결국 1943년에 평안남도 안주고등보통학교 자퇴를 한 그는 이러한 계획 아래 이들은 그에 먼저 동지 포섭에 힘을 쏟아 조직 확대를 꾀하는 한편, 일제의 패망과 다가온 조국독립에 관한 내용을 담은 인쇄물을 민중들에게 살포하면서 항일 의식을 고양했다고 한다. 그러던 중 동결사의 활동이 일경에 발각됨으로써 그는 1944년 6월에 피체되었고, 그후 1944년 11월 29일 평양지방법원에서 소위 치안유지법 위반으로 징역 단기 3년 장기 5년형을 언도받고 옥고를 치르다가 1945년 8·15 조선 광복으로 인하여 출옥하였다. 그 후 1946년 한국독립당 입당을 하였고 한국독립당 시절에는 창호 이상귀(蒼湖 李相龜) 당시 한국독립당 대표최고위원, 산남 전해종(山南 全海宗) 당시 한국독립당 초급행정위원 등과 함께 의친왕 이강(義親王 李堈) 당시 한국독립당 최고위원 겸 전임고문을 사부(師父)이자 주군(主君)으로 섬기기도 하였다.

### 정당 당원 이력
- 前 한국독립당 상임위원(1946년 입당 ~ 1955년 탈당)
- 前 한국독립당 대표전임위원(1956년 재입당 ~ 1961년 재탈당)
- 前 한국독립당 최고위원(1963년 최후 입당 ~ 1968년 최후 탈당)

### 서훈
대한민국 정부에서는 선생의 공훈을 기리고자 1982년 8월 15일을 기하여 대한민국 대통령 표창장을, 1990년 3월 1일을 기하여 대한민국 건국훈장 애족장을 각각 수여하였다.